# Jonckheere
Jonckheere — бельгийская фирма, производящая автобусные кузова на шасси различных производителей.

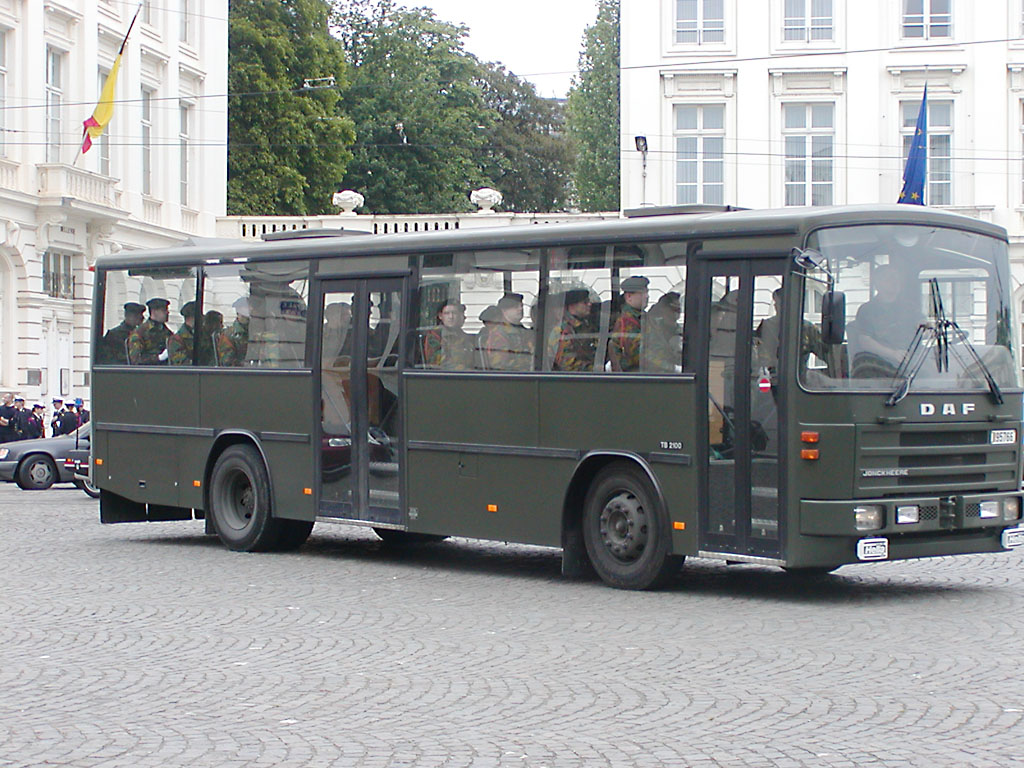
Jonckheere TB 2100 на шасси DAF

## Модельный ряд автобусов Jonckheere

### Серия Communo/Transit
Для разных транспортных компаний Бельгии на шасси Volvo B10B выпускаются простые городские автобусы Communo и Transit, приспособленные для работы на сжиженном газе. Самым маленьким туристским автобусом является 9-метровая модель Auteul на 35 пассажиров.

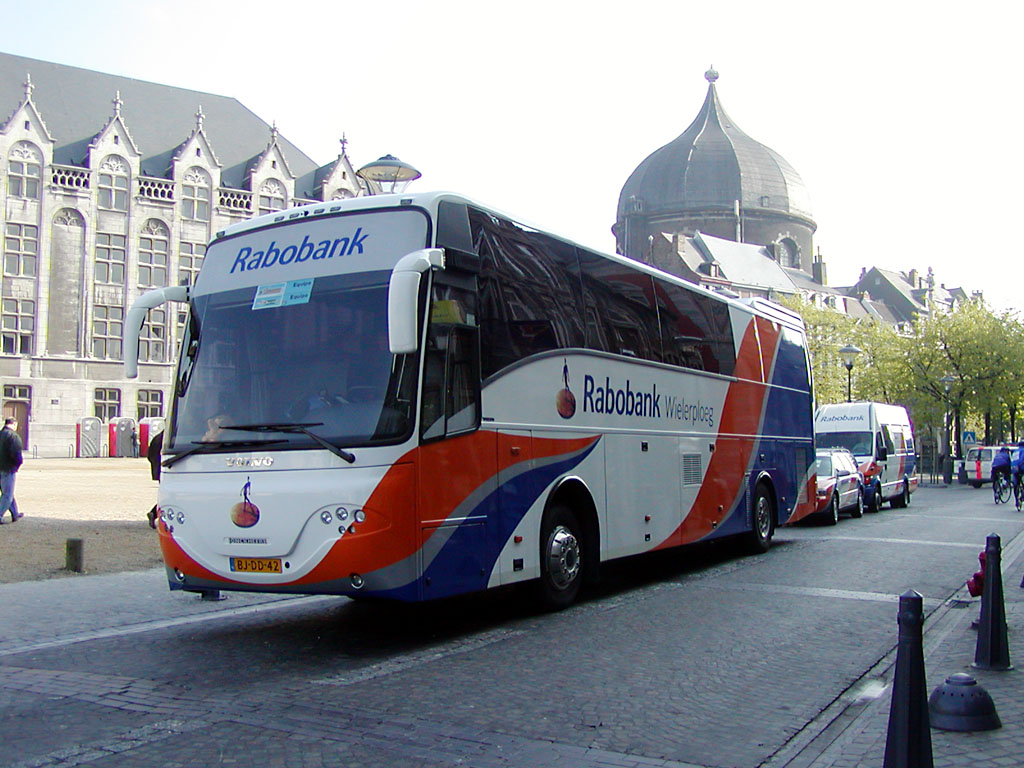
Туристский Jonckheere на шасси Volvo

### Серия Deauville
Самой широкой стала гамма туристско-междугородных автобусов Deauville, включающая многочисленные 2- и 3-осные (6х2) модели длиной 12-15 м с приподнятым расположением салона на 45-57 пассажиров, основанные на разных шасси, преимущественно Volvo, Scania и Mercedes-Benz.

### Серия Mistral
C 1995 года гамму Deauville стали вытеснять туристские автобусы семейства Mistral (4х2 или 6х2) на шасси Volvo B12 или DAF вместимостью 50-70 человек. Вершиной гаммы являются туристские 3-осные 2-этажные автобусы Deauville-75 вместимостью 75-80 пассажиров и 28-местный автобус-салон Monaco с 10-литровым дизелем V10 в 420 л. с.

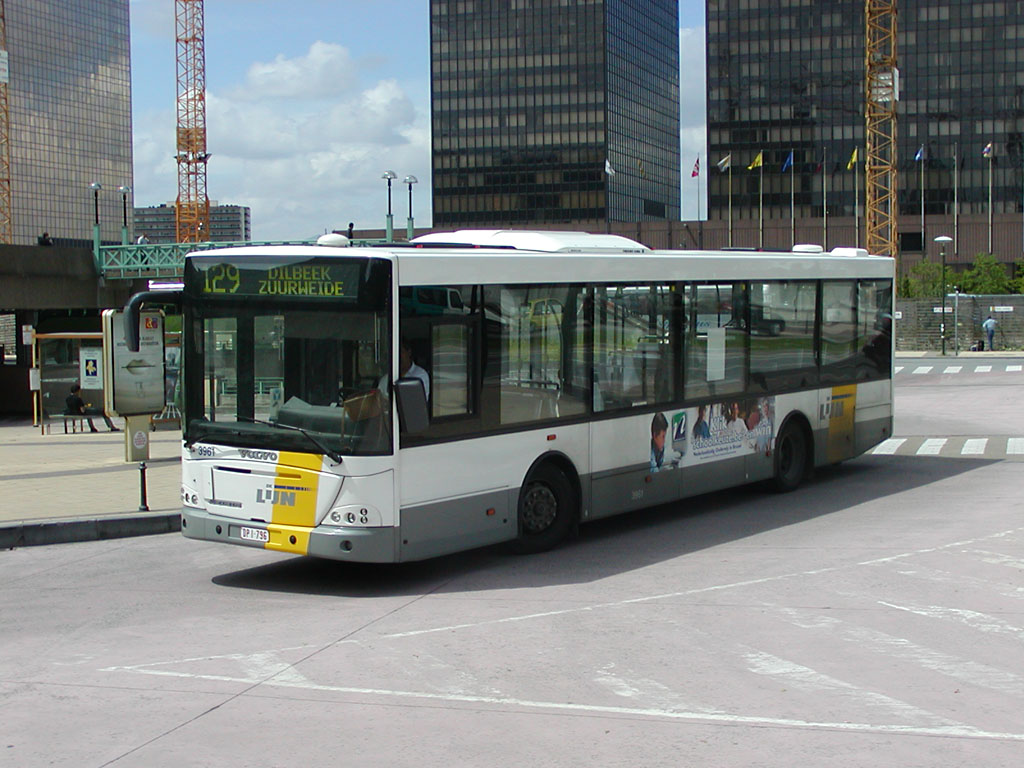
Jonckheere на шасси Volvo

### Серия Premier
Последней новинкой для городских перевозок стал созданный совместно с фирмой Berkhof привлекательный и низкий 3-дверный 80-местный автобус Premier с высотой расположения пола салона над дорогой всего 340 мм. На выбор клиента он предлагается с 4 типами двигателей MAN или DAF мощностью 220—272 л. с., размещенными вертикально в левой центральной части салона, автоматическими 3- или 4-ступенчатыми коробками передач, пневматической подвеской с электронным регулированием. На его основе создан междугородный вариант Neuilly с механической трансмиссией.